# Kelly Druyts
Kelly Druyts (Wilrijk, 21 ottobre 1989) è una ciclista su strada e pistard belga che corre per il team Cyclingteam Belco / Van Eyck. Su pista è stata campionessa del mondo 2014 nello scratch.

## Palmarès

### Strada
- 2014 (Topsport Vlaanderen-ProDuo, due vittorie)

6ª tappa Trophée d'Or féminin (Orval > Saint-Amand-Montrond)
4ª tappa Holland Ladies Tour (Gennep > Gennep)
- 2015 (Topsport Vlaanderen-ProDuo, una vittoria)

Grote Prijs De Wielkeszuigers
- 2018 (Doltcini-Van Eyck Sport, due vittorie)

3ª tappa Tour of Zhoushan Island (Zhoushan > Zhoushan)
3ª tappa Guizhou International Women's Race (Guiyang > Guiyang)

#### Altri successi
- 2023 (Duolar-Chevalmeire Cycling Team)

Vrasene

### Pista
- 2006

Campionati belgi, Inseguimento individuale
- 2007

Campionati belgi, Inseguimento individuale
Campionati belgi, Keirin
Campionati belgi, Corsa a punti
Campionati belgi, Velocità a squadre (con Jenifer De Merlier)
Campionati belgi, Omnium
- 2008

Campionati belgi, Inseguimento a squadre (con Evelyn Arys e Jolien D'Hoore)
Campionati belgi, Keirin
Campionati belgi, Velocità a squadre (con Jolien D'Hoore)
Campionati belgi, Scratch
- 2009

Campionati belgi, Omnium
Campionati belgi, Inseguimento a squadre (con Jolien D'Hoore e Jessie Daams)
Campionati belgi, Velocità a squadre (con Jolien D'Hoore)
Campionati belgi, Inseguimento individuale
Campionati belgi, Corsa a punti
- 2010

Campionati belgi, Inseguimento a squadre (con Jolien D'Hoore e Jessie Daams)
Campionati belgi, Velocità a squadre (con Jolien D'Hoore)
Campionati europei Under-23, Inseguimento a squadre (con Jolien D'Hoore e Jessie Daams)
- 2011

Campionati belgi, Omnium
Campionati belgi, Inseguimento a squadre (con Els Belmans e Maaike Polspoel)
Campionati belgi, Scratch
Campionati belgi, Inseguimento individuale
Campionati belgi, Corsa a punti
2ª prova Coppa del mondo 2011-2012, Scratch (Cali)
Classifica generale Coppa del mondo 2011-2012, Scratch
- 2013

Campionati belgi, 500 metri a cronometro
Campionati belgi, Corsa a punti
- 2014

Campionati del mondo, Scratch
Campionati belgi, 500 metri a cronometro
Campionati belgi, Scratch

## Piazzamenti

### Competizioni mondiali
- Campionati del mondo su strada

Spa-Francorchamps 2006 - In linea Junior: 24ª
Aguascalientes 2007 - In linea Junior: 28ª
Valkenburg 2012 - In linea Elite: 41ª
Ponferrada 2014 - Cronosquadre: 13ª
Ponferrada 2014 - In linea Elite: 34ª
- Campionati del mondo su pista

Gand 2006 - Corsa a punti Junior: 13ª
Gand 2006 - Inseguimento individuale Junior: 22ª
Gand 2006 - Scratch Junior: 8ª
Aguascalientes 2007 - Inseguimento individuale Junior: 11ª
Aguascalientes 2007 - Corsa a punti Junior: 6ª
Pruszków 2009 - Inseguimento a squadre: 9ª
Pruszków 2009 - Scratch: 7ª
Ballerup 2010 - Inseguimento a squadre: 9ª
Ballerup 2010 - Scratch: 4ª
Melbourne 2012 - Corsa a punti: 11ª
Melbourne 2012 - Scratch: 3ª
Cali 2014 - Scratch: vincitrice
Cali 2014 - Inseguimento a squadre: 10ª
Cali 2014 - Corsa a punti: 13ª
Saint-Quentin-en-Yvelines 2015 - Corsa a punti: 12ª
Saint-Quentin-en-Yvelines 2015 - Scratch: 7ª

### Competizioni europee
- Campionati europei su strada

Valkenburg 2006 - In linea Juniores: 17ª
Pallanza 2008 - In linea Under-23: 28ª
Hooglede 2009 - In linea Under-23: 9ª
Alkmaar 2019 - In linea Elite: 26ª
- Campionati europei su pista

Pruszków 2008 - Corsa a punti Under-23: 12ª
Pruszków 2008 - Scratch Under-23: 7ª
Minsk 2009 - Inseguimento a squadre Under-23: 2ª
Minsk 2009 - Corsa a punti Under-23: 7ª
Minsk 2009 - Scratch Under-23: 5ª
S. Pietroburgo 2010 - Ins. a squadre U23: vincitrice
San Pietroburgo 2010 - Corsa a punti Under-23: 12ª
San Pietroburgo 2010 - Scratch Under-23: 2ª
Pruszków 2010 - Inseguimento a squadre: 5ª
Apeldoorn 2011 - Corsa a punti: 8ª
Apeldoorn 2011 - Inseguimento a squadre: 6ª
Apeldoorn 2013 - Inseguimento a squadre: 4ª
Baie-Mahault 2014 - Corsa a punti: 2ª
Baie-Mahault 2014 - Inseguimento a squadre: 11ª
Baie-Mahault 2014 - Scratch: 5ª
- Giochi europei

Baku 2015 - In linea: 43ª